# Argentinoidea
Super-famille
Les Argentinoidea sont une super-famille de poissons téléostéens. 

## Liste des familles
- Argentinidae
- Bathylagidae
- Microstomatidae
- Opisthoproctidae